# Sims Reeves
, chiamato semplicemente Sim Reeves (Shooter's Hill, 21 ottobre 1821 – Worthing, 25 ottobre 1900), è stato un tenore inglese, interprete di opere, oratori e ballate, cantante dell'epoca medio vittoriana.

## Biografia
Reeves iniziò la sua carriera di cantante nel 1838, ma continuò i suoi studi vocali fino al 1847. Si affermò presto sui palcoscenici d'opera e dei concerti e divenne noto per la sua interpretazione delle ballate. Continuò a cantare per tutto il 1880 e in seguito insegnò e scrisse sul canto.

## Inizi musicali
Sims Reeves nacque a Shooter's Hill, nella Grande Londra, in Inghilterra. I suoi genitori erano John Reeves, un musicista originario dello Yorkshire e sua moglie Rosina. Ricevette la sua prima educazione musicale da suo padre, bassista solista nella Royal Artillery Band e probabilmente tramite il capo banda, George McKenzie. All'età di quattordici anni fu nominato direttore del coro della chiesa di North Cray e svolse le funzioni di organista. Sembra che abbia studiato medicina per un anno, ma cambiò idea quando acquisì la sua voce da adulto: fu inizialmente un baritono, sotto la guida di Thomas Simpson Cooke. Imparò anche a suonare l'oboe, il fagotto, il violino, il violoncello e altri strumenti. Più tardi studiò pianoforte con Johann Baptist Cramer.

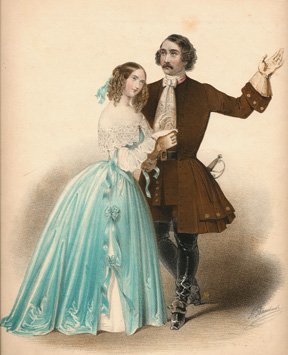
Reeves con Catherine Hayes alla Scala, 1846

Fece la sua prima apparizione a Newcastle nel 1838 o nel 1839 come il ragazzo zingaro in Guy Mannering di Henry Rowley Bishop e come Conte Rodolfo in La sonnambula (parti di baritono). Successivamente si esibì al Grecian Saloon, a Londra, sotto il nome di Johnson. Continuò a perfezionare la voce con i signori Hobbs e T. Cooke ed apparve sotto la direzione di William Charles Macready al Drury Lane (1841-1843) nelle parti secondarie del teatro parlato e nel King Arthur di Henry Purcell ("Venite se osate"), Il franco cacciatore (come Ottokar) e Aci e Galatea nel 1842 quando l'opera pastorale di Händel fu allestita sul palcoscenico con le scene di William Clarkson Stanfield.
Nell'estate del 1843 Reeves studiò a Parigi sotto il tenore e pedagogo Marco Bordogni del Conservatorio di Parigi. Bordogni ebbe il merito dell'apertura e dello sviluppo dell'ottava superiore (tenore) della sua voce nelle famose note di testa ricche e brillanti. Dall'ottobre 1843 al gennaio 1844 Reeves apparve in un programma molto vario di drammi musicali, tra cui i ruoli di Elvino ne La sonnambula e Tom Tug in The Waterman di Charles Dibdin, al teatro di Manchester e nei successivi due anni si esibì anche a Dublino, Liverpool e altrove nelle province. Nello stesso periodo, specialmente a partire dal 1845, continuò i suoi studi all'estero, in particolare con Alberto Mazzucato (1813-1877), il compositore drammatico ed insegnante, allora appena nominato nuovo maestro di canto al Conservatorio di Milano.
Il suo debutto nell'opera italiana avvenne il 29 ottobre 1846 alla Scala di Milano come Edgardo nella Lucia di Lammermoor di Donizetti, con Catherine Hayes come partner: ricevette una bella accoglienza e Giovanni Rubini gli fece i suoi omaggi di persona. (Questo ruolo divenne il più importante di Reeves e sua moglie lo soprannominò "Gardie"). Per sei mesi cantò nei principali teatri italiani, e infine a Vienna, dove fu sciolto dal suo contratto e tornò in Inghilterra.

## 1844–48: Debutto inglese in opera e concerto
Tornò a Londra nel 1847, apparendo a maggio in un concerto di beneficenza per William Vincent Wallace e a giugno in uno degli "Antient Concerts". Nel settembre del 1847 cantò a Edimburgo con Jenny Lind. Il suo primo ruolo principale nella scena d'opera inglese fu con la compagnia inglese Louis Jullien al Theatre Royal Drury Lane nel dicembre 1847 nella Lucia, in inglese, con Madame Doras Gras (Lucia) e Willoughby Weiss, ottenendo consensi immediati e quasi universali, non da ultimo da Hector Berlioz, che diresse lo spettacolo. (Berlioz lo scambiò per un irlandese.) Nella stessa stagione, in The Maid of Honor di Balfe (basata sul tema di Martha di Flotow, creò la parte di Lyonnel. Nel maggio 1848 entrò a far parte della compagnia di Benjamin Lumley all'His Majesty's Theatre e cantò Linda di Chamounix con Eugenia Tadolini, ma interruppe i rapporti quando Italo Gardoni venne chiamato a cantare Edgardo nella Lucia accanto a Jenny Lind. Ma quell'autunno a Manchester cantò in Lucia e in La sonnambula, pochi giorni dopo che la Lind era apparsa nelle stesse opere e Reeves ottenne i teatri migliori. Reeves cantò La sonnambula e Lucia al Covent Garden in ottobre.
Nel campo dell'oratorio Reeves cantò per la prima volta il Messiah a Glasgow, in Scozia, nel 1844. Nel febbraio 1848 cantò Giuda Maccabeo di Händel, all'Exeter Hall per John Hullah, Aci e Galatea a marzo e Jephtha in aprile e maggio. Nel frattempo stava affermandosi come il principale interprete di ballate in Inghilterra. Nel settembre del 1848 al festival di Worcester eseguì un brano solista in Elia e cantò nel Cristo sul Monte degli Ulivi di Beethoven e gremì la sala con un recital dell'Oberon. Al Festival di Norwich fu sensazionale in Elia e Israele in Egitto. Dopo la sua apparizione a novembre presso la Sacred Harmonic Society in Giuda Maccabeo, un critico scrisse: "il mantello di Braham è destinato a cadere [su Reeves]". Il critico H.F. Chorley scrisse che Reeves aveva creato "una rivoluzione positiva nell'interpretazione degli oratori di Händel".

## Opera Italiana
Reeves fece una tournée a Dublino al Theatre Royal nel 1849, per Mr Calcraft. Dopo questo impegno coronato da successo, assistette lì al debutto del soprano irlandese Catherine Hayes, in Lucia: il suo Edgardo, Sig. Paglieri, fu fischiato dai palchi e Reeves fu costretto a sostituirsi a lui nello spettacolo. Il suo debutto italiano al Covent Garden di Londra avvenne nel 1849, come Elvino ne La sonnambula di Bellini, al fianco di Fanny Tacchinardi Persiani (creatrice del ruolo della protagonista in Lucia): Reeves fece un grande effetto nella declamazione lirica di Tutto e sciolto... Ah! perche non-posso odiarti?. Dopo il suo Edgardo nella Lucia, l'Elvino di Reeves era generalmente considerato il suo miglior ruolo nell'opera italiana. Nell'inverno del 1849 tornò all'opera inglese e nel 1850 all'Her Majesty ottenne un ulteriore grande successo nell'Ernani di Verdi, accanto all'Elvira di Md.lle Parodi e al Carlo di Giovanni Belletti, che stava per intraprendere una tournée americana su invito di Jenny Lind. Nelle richieste di bis, il grido 'Reeves!' divenne molto diffuso.
Il 2 novembre 1850 sposò Charlotte Emma Lucombe (1823-1895), un soprano che ebbe una breve ma brillante stagione alla Sacred Harmonic Society ed entrò nella stessa compagnia di Reeves al Covent Garden. Lì apparve con successo come Haydee nell'opera di Auber e rimase attiva sui palcoscenici per quattro o cinque anni dopo il loro matrimonio. Emma Reeves idolatrava il marito e negli anni successivi divenne attenta in modo quasi ossessivo al suo benessere e alla sua reputazione. Nel febbraio 1851 tornarono a Dublino, dove Reeves si sarebbe esibito con il soprano Giulia Grisi: lei però era indisposta e Mr. e Mrs. Reeves apparvero lì insieme nei ruoli principali della Lucia di Lammermoor, La sonnambula, Ernani e I puritani di Bellini. Reeves interpretò lì anche Macheath in L'opera del mendicante. Emma e Sims Reeves ebbero cinque figli, tra i quali Herbert Sims Reeves e Constance Sims Reeves diventarono cantanti professionisti.
Dublino fu seguita immediatamente dagli impegni di Lumley al Théâtre des Italiens, a Parigi, dove cantò Ernani, Carlo in Linda di Chamounix (con Henriette Sontag) e Gennaro nella Lucrezia Borgia di Donizetti. Nel 1851 Reeves cantò il ruolo di Florestan nel Fidelio insieme alla Leonore di Sophie Crüwell e alcuni pensarono che lui la stesse superando in splendore.

## Gli anni 1850: focus sui concerti

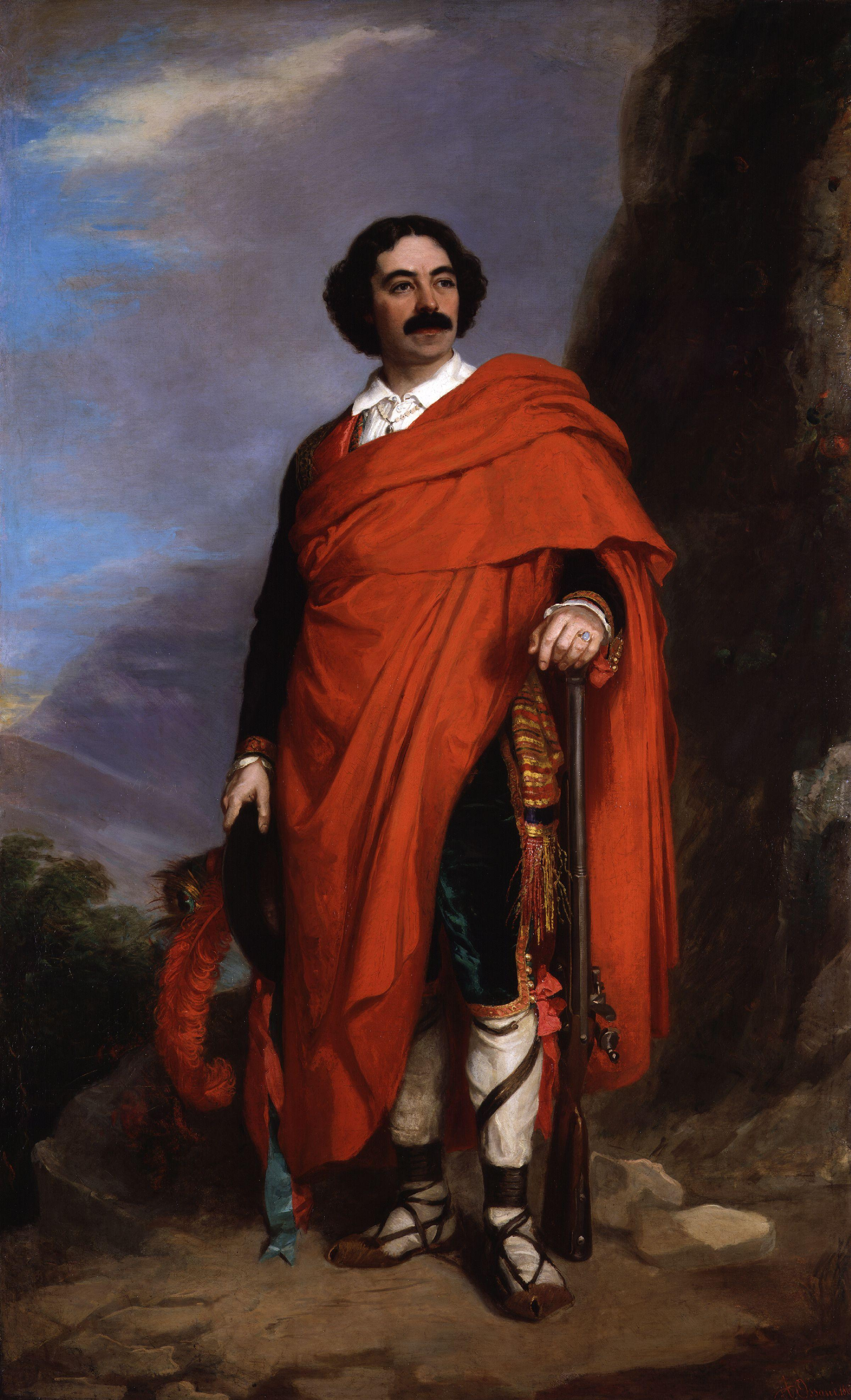
Reeves protagonista di Fra Diavolo, nella prima esecuzione del 1852 al Drury Lane.

Durante i successivi tre decenni, Reeves fu il tenore più importante della Gran Bretagna. Ebbe l'onore di cantare privatamente per la Regina Vittoria ed il Principe Alberto. Michele Costa, Arthur Sullivan e gli altri principali compositori britannici del periodo scrissero parti per tenore appositamente per lui. Poteva richiedere compensi fino a 200 sterline alla settimana per le sue apparizioni.
Reeves era generoso con i cantanti più giovani e questa sua generosità in seguito tornò a suo beneficio. Intorno al 1850 Reeves diede un incoraggiamento a James Henry Mapleson, che gli aveva chiesto un consiglio come cantante, mandandolo a studiare con Mazzucato al conservatorio di Milano. Nel 1855 diede al giovane Charles Santley un incoraggiamento amichevole, raccomandandogli di contattare Lamperti nei suoi prossimi studi in Italia e furono poi presentati al pubblico durante l'intervallo di un concerto della Royal Philharmonic. Il sodalizio nei concerti tra Reeves e Santley continuò fino all'ultimo anno della sua vita. Mapleson, che divenne un importante direttore del teatro, promosse le apparizioni di Reeves nel 1860.
Durante il 1850 la carriera di Reeves si allontanò dal palcoscenico concentrandosi sempre più sull'impegno concertistico. Reeves cantò in tutte le province inglesi. Michele Costa (in seguito Sir Michael) compose due oratori per il festival triennale di Birmingham con parti per il tenore principale scritte per Reeves. Il primo, Elijah, fu presentato nel 1855 e furono richiesti bis, cosa insolita per un oratorio. L'effetto del solista e del coro Philistines, Hark the Trumpet Sounding fu eletrizzante e ad esso assistettero con stupore dai tre grandi tenori italiani Mario, Gardoni ed Enrico Tamberlik, presenti tra il pubblico.
Reeves mise a segno i suoi più grandi trionfi in oratorio ai Festival di Händel al The Crystal Palace. Al festival inaugurale del giugno 1857 eseguì il Messiah, Israele in Egitto e Giuda Maccabeo e questi furono ripetuti al festival del centenario di Händel del 1859, quando era nella compagnia con Willoughby Weiss, Clara Novello, Madame Charlotte Sainton-Dolby e Giovanni Belletti. In Sound an Alarm durante quel festival, Reeves fece scalpore e il pubblico si alzò in piedi per applaudirlo. Ma Musical World riteneva che il suo "The Enemy Said" (Il nemico disse) da Israele in Egitto era superiore anche a quello ed era la prodezza vocale del festival.
All'inaugurazione del municipio di Leeds nel 1858 fu il solista nella prima della pastorale The May Queen (La Regina di Maggio) di William Sterndale Bennett.

## Ritorno al palcoscenico

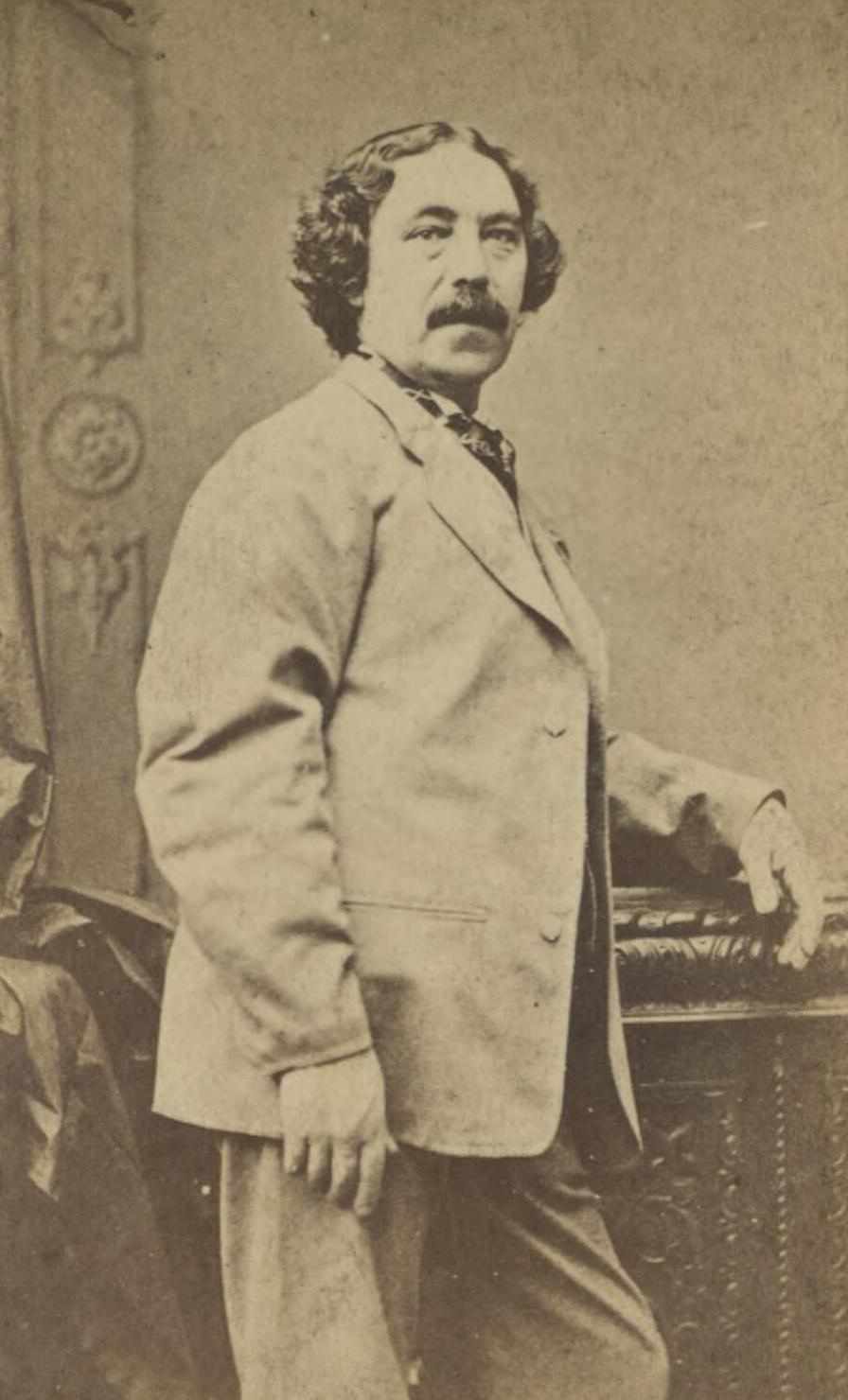
Fotografia di Reeves nel 1860

Dopo un periodo di assenza dal palcoscenico, nel 1859-60 fu presentata da Charles Hallé a Manchester una versione inglese di Ifigenia in Tauride di Gluck da H.F. Chorley con Reeves, Charles Santley, Belletti e Catherine Hayes e furono anche date due esibizioni private nella casa di Park Lane di Lord Ward. Mapleson aveva ottenuto Reeves, Santley e Helen Lemmens-Sherrington per una stagione estiva ed invernale da Benjamin Lumley e nel 1860 ottennero un grande successo nel Robin Hood di George Macfarren (testo di John Oxenford) all'Her Majesty, sempre sotto la direzione di Charles Hallé. Questa nuova composizione aveva diversi passaggi molto efficaci scritti per Reeves nel suo ruolo di Locksley, tra cui "Englishmen by birth are free" ("Gli inglesi per nascita sono liberi"), "The grasping, rasping Norman race" ("La razza Normanna tenace e graffiante"), "Thy gentle voice would lead me on" ("La tua voce gentile mi guiderebbe") e una grande scena in una prigione. Ciò si rivelò più efficace nella vendita dei biglietti rispetto alle serate italiane alternate de Il trovatore e Don Giovanni, nonostante le attrazioni concorrenti del soprano Thérèse Tietjens e del tenore Antonio Giuglini.
Nel 1862 Reeves presentò Mazeppa, una cantata scritta per lui da Michael William Balfe. Nel luglio 1863 Reeves apparve per Mapleson nel ruolo di Huon in Oberon, ruolo scritto per Braham, con la Tietjens, Marietta Alboni, Zelia Trebelli-Bettini, Alessandro Bettini, Edouard Gassier e Santley. Dopo essere andato in tournée quell'inverno presentando Huon, Edgardo e come protagonista il Faust di Gounod (con la Tietjens) a Dublino, nel 1864 apparve all'Her Majesty in Faust e fu particolarmente complimentato per l'istinto drammatico del soliloquio di Faust ne primo atto e la superba energia del duetto con Mefistofele che chiude l'atto. Il recensore di Reeves in questo ruolo commenta le buone condizioni della sua voce in questa occasione. Sebbene il critico Eduard Hanslick avesse dichiarato che la sua voce era già "sparita" nel 1862, Herman Klein riteneva invece che fosse ancora perfettamente efficiente nel 1866:

## Oratorio e cantata
Nel maggio del 1862 alla St James's Hall, Reeves prese parte a quella che riteneva fosse la prima esecuzione completa in Inghilterra della Passione secondo Matteo di J.S. Bach. Fu sotto la direzione di William Sterndale Bennett, con la Lemmens-Sherrington, la Sainton-Dolby e Willoughby Weiss. Di questo spettacolo Reeves (che di solito rispettava assolutamente lo spartito del compositore) scrisse:

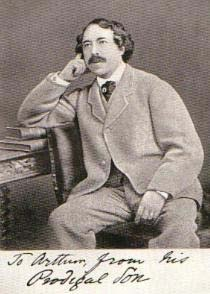
"Ad Arthur dal suo figliol prodigo"

Nel secondo oratorio di Michael Costa per Reeves, Naaman (prima rappresentazione nell'autunno 1864), i solisti furono Reeves, Adelina Patti (la sua prima apparizione in un oratorio), Miss Palmer e Santley. Il quartetto "Honor and Glory" fu ripetuto per una richiesta immediata e spontanea. Entrambi gli oratori dovevano probabilmente il loro successo originario, e in seguito la relativa oscurità, al fatto che Reeves era il loro interprete ideale e con il cambiamento delle mode vocali nessun successore poteva sostituirlo adeguatamente. Nel 1869 Reeves, Santley e Tietjens cantarono nella prima della cantata di Arthur Sullivan, The Prodigal Son, al Festival di Worcester. Santley considerò l'interpretazione di Reeves del brano "I will arise and go to my father" ("Sorgo e vado da mio padre") un'esperienza unica nella vita. Reeves cantò anche nella première dell'oratorio di Sullivan, The Light of the World, insieme alla Tietjens, Trebelli e Santley.
Reeves rivendicava una stretta e primaria associazione con molti dei grandi tenori principali degli oratori di Händel e Mendelssohn. I canti "Men, Brothers and Fathers, Hearken to me" ("Uomini, fratelli e padri, ascoltatemi") (da St Paul), "The Enemy has Said" e "Sound an Alarm" ("Il nemico ha detto" e "Suono un allarme") (Giuda Maccabaeo) erano particolarmente apprezzati e il suo amico Rev Archer Gurney decantava anche il suo "Waft her, angels" (Jephtha), il suo Sansone e il suo Aci ("Love in her eyes sits playing").

## Dibattito sulla tonalità dei concerti
La declamazione di Reeves al Crystal Palace era l'attrazione principale e venne ripetuta ad ogni festival triennale successivo fino al 1874. Durante gli ultimi anni '60 del secolo scorso, Reeves sentì la necessità di effettuare rappresentazioni pubbliche contro la crescente crescita della tonalità dei concerti inglesi, che era ormai mezzo tono più alta che altrove in Europa e un tono pieno più alta che all'epoca di Gluck. Il tono dell'organo al Festival di Birmingham fu (per necessità) abbassato, dopo che una simile riduzione era stata forzata dagli artisti senior del Drury Lane. Cantanti come Adelina Patti e Christina Nilsson fecero richieste simili. Tuttavia Sir Michael Costa resistette al cambiamento e Reeves alla fine smise di prestare servizio ai Crystal Palace Händel Festivals, eseguiti dalla Sacred Harmonic Society, prima del festival del 1877. Per questo motivo non comparve più successivamente con la Sacred Harmonic Society.

## Ultimi anni

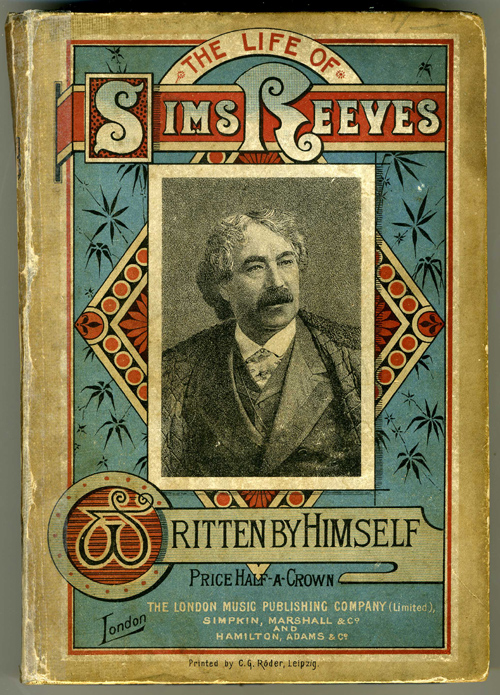
La copertina delle Memorie di Reeves del 1888.

Nell'inverno 1878-1879 apparve con immenso successo in L'opera del mendicante e in The Waterman, al Covent Garden. Edward Lloyd, che aveva preso il posto di Reeves come tenore principale agli Händel Festivals, cantò con lui e con il tenore Ben Davies, in uno spettacolo del trio per voci di tenore Evviva Bacco di Curschmann, ad un concerto nella St James's Hall nel 1889.
Il ritiro di Reeves dalla vita pubblica, inizialmente annunciato nel 1882, non si verificò prima del 1891. In quel momento fu dato un concerto d'addio in suo onore alla Royal Albert Hall in cui si esibì lo stesso Reeves, con a fianco Christina Nilsson e al che ricevette l'elogio di Sir Henry Irving. George Bernard Shaw osservò che anche allora, in queste arie di Händel come Total Eclipse (Sansone), "[egli] può ancora lasciare il prossimo migliore tenore d'Inghilterra a una distanza incommensurabile". La canzone Come into the Garden, Maud, che Balfe aveva scritto per lui nel 1857, apparve spesso nei suoi ultimi concerti.
È certo che Reeves dovette comparire di fronte al pubblico per molto tempo dopo che le sue più grandi capacità erano scomparse. Investì i suoi risparmi in una speculazione andata male e fu costretto a riapparire in pubblico per un certo numero di anni. Nella sua carriera successiva spesso si ritirava dalle apparizioni promesse per gli effetti del raffreddore sul suo fragile apparato vocale e per colpa di una eccessiva suscettibilità agli effetti del nervosismo. Ciò gli causò anche difficoltà finanziarie: oltre alla perdita di reddito derivante dai mancati impegni, furono emesse nei suoi confronti sentenze legali per inadempienza contrattuale, tra le altre nel 1869 e nel 1871. L'accusa (che gli fece guadagnare un po' di denaro) che si era dato al bere fu disconosciuta dal suo amico Sir Charles Santley.
Nel 1890 Shaw dichiarò che le molte esibizioni cancellate di Reeves lo erano state interamente per la pura integrità artistica "che pochi apprezzavano pienamente", ma lo lasciarono al vertice della sua professione e avevano richiesto enormi sforzi di convinzione artistica, coraggio e auto-rispetto. Scrisse di una esecuzione di The Message di Blumenthal: "Nonostante tutta la sua cura delle risorse restanti, ci sono rimaste solo poche note ora come ora; tuttavia l'effetto meravigliosamente eloquente e la qualità unica di quelle poche note lo giustificano ancora come l'unico cantante inglese che ha lavorato a modo suo e ad ogni costo, per raggiungere e preservare la perfezione ideale del tono".
Klein disse più o meno le stesse cose di Shaw: "A sentirlo cantare, molto dopo aver superato i settant'anni, "Adelaide" o "Deeper and Deeper Still" o "The Message" si trattava di un controllo del respiro, del colore del tono, del fraseggio e dell'espressione, che possono essere veramente descritti come unici". Reeves cantò in due concerti nella prima stagione di The Proms, alla Queen's Hall nel 1895 (durante i quali, naturalmente, venne impiegata la tonalità europea più bassa). Furono gli unici due concerti di quella stagione che andarono esauriti: tutti gli altri avevano subito una perdita di almeno 50 sterline.
Nel 1888 Reeves pubblicò Sims Reeves, his Life and Recollections (Sims Reeves, la sua vita e i suoi ricordi), seguito da My Jubilee, or, Fifty Years of Artistic Life (Il mio giubileo, o, cinquanta anni di vita artistica) nel 1889. Allo stesso tempo divenne insegnante alla Guildhall School of Music and Drama. Il suo libro del 1900, On the Art of Singing (Sull'arte di cantare), descrive i suoi metodi pedagogici. Dopo la morte di sua moglie nel 1895, sposò rapidamente una delle sue studentesse, Lucy Maud Madeleine Richard (n. 1873) e la coppia visitò il Sudafrica l'anno successivo. Reeves morì a Worthing, in Inghilterra, il 25 ottobre 1900 e fu cremato a Woking.

## Esempio vocale ed eredità
The Death of Nelson (La morte di Nelson) di Braham godeva di una posizione di rilievo nel repertorio concertistico di Reeves. Reeves era naturalmente consapevole che la sua carriera rispecchiava quella di Braham e osservava che, come Braham, il suo successo era stato poliedrico, nell'opera, negli oratori e nelle ballate. La coincidenza che la sua carriera fosse iniziata nell'anno del pensionamento di Braham, nel 1839 e le prime recensioni che dicevano che avrebbe ereditato il testimone da Braham, entrambi questi fatti diedero forma a una profezia e aiutarono a realizzarla. Braham era un virtuoso della vecchia scuola italiana, in grado di eseguire passaggi potenti con intensità, precisione e potere declamatorio. Nel prendere il suo testimone Reeves imitò coscientemente la sua ampiezza di repertorio e, al meglio delle sue capacità, aveva uno stile declamatorio molto potente e flessibile, combinato con una grande dolcezza di tono e potere melodico. Shaw classificò la sua "bella fermezza e purezza di tono" assieme a quelle della Patti e di Santley. Sir Henry Wood paragonò la natura carezzevole della sua voce con quella di Richard Tauber, aggiungendo: "Non sento mai il brano Deeper and deeper still (Jephtha di Händel) senza pensare alla sua bella inflessione e qualità".
Nei ruoli per tenore di Händel, il suo immediato successore nelle esibizioni del Crystal Palace, fino al 1900, fu il tenore inglese Edward Lloyd, che registrò "Sound an Alarm", "Lend me your Aid" (Gounod - Reine de Saba), gli assoli del tenore da Elijah, Death of Nelson di Braham, Tom Bowling di Dibdin e ballate dallo stile declamatorio (come "I'll sing thee songs of Araby", "Alice, Where art thou?" e "Come into the Garden, Maud" di Frederic Clay), tutti strettamente identificati con Reeves, nei primi anni del ventesimo secolo. Nel 1903 Herman Klein scrisse che "Il testimone di Braham e Sims Reeves, degnamente portato da Edward Lloyd, stava riposando più o meno agevolmente sulle spalle di Ben Davies, un cantante il cui raro istinto e intelligenza musicale hanno sempre parzialmente compensato la sua scala irregolare e la sua mancanza di note squillanti." Probabilmente questo suggerisce un paragone con i loro grandi predecessori, nello stile di declamazione di Lloyd e Davies. Comunque Klein in seguito ammise che né Lloyd né Davies avevano mai preteso di essere il successore di Reeves.
Reeves era un membro del Garrick Club, dove in gioventù era in relazione con Thackeray, Dickens, Talfourd, Charles Kemble, Charles Kean, Albert Smith e Shirley Brooks.